# Anne Wenzel

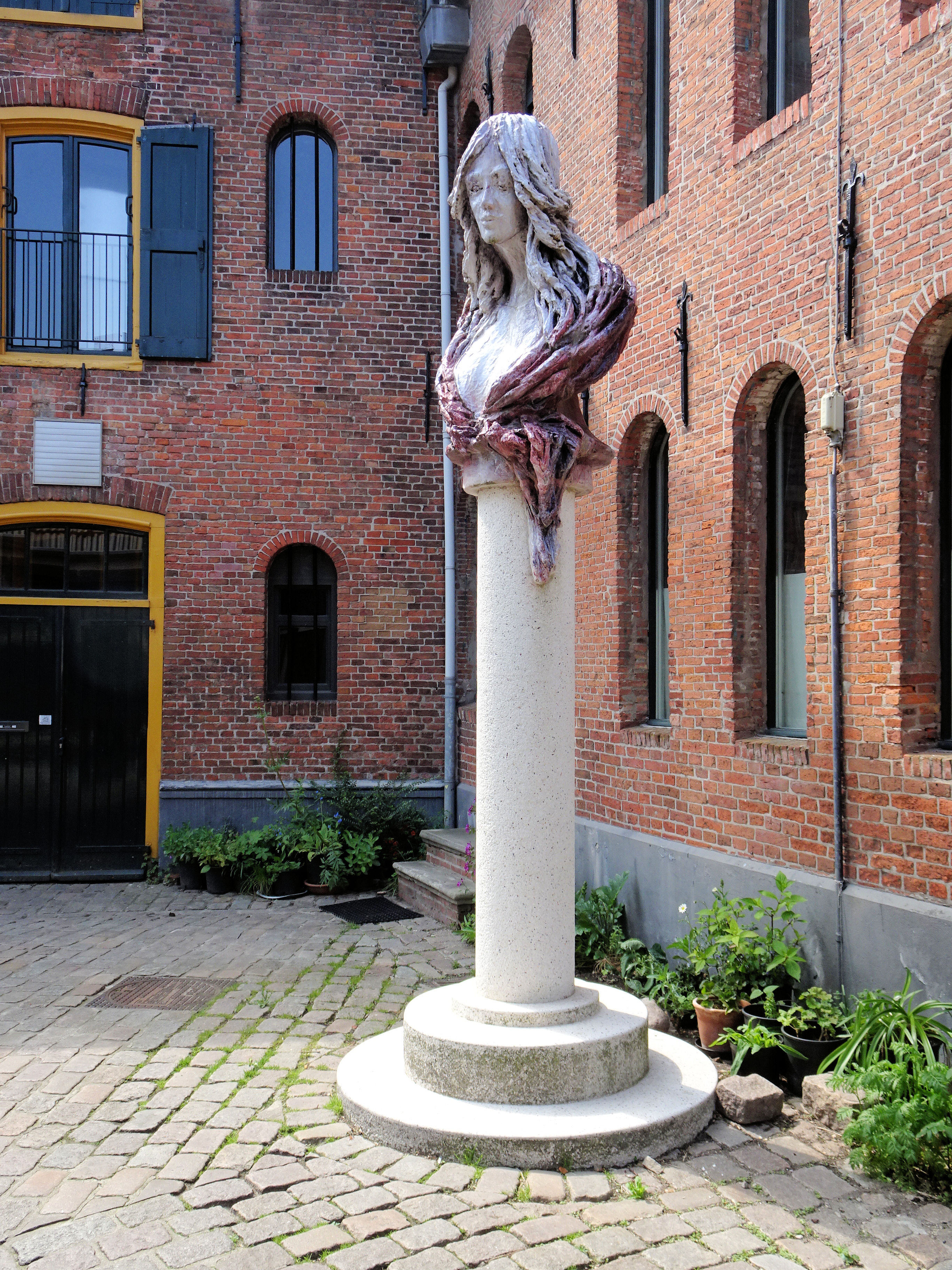
Beeld voor de Vishoek (2018), Groningen

Anne Wenzel (Schüttorf, 23 mei 1972) is een Duitse beeldhouwer en installatiekunstenaar. Ze woont en werkt in Rotterdam. In haar installaties werkt ze voornamelijk met keramiek.

## Leven en werk
Wenzel werd geboren in het Duitse Schüttorf, in de deelstaat Nedersaksen, vlak bij de Nederlandse grens. Van 1992 tot 1997 studeerde ze aan de Academie voor Kunst en Industrie (AKI) in Enschede. Ook verbleef ze tussen 1995 en 1996 aan de Escola Massana in Barcelona, een interdisciplinaire kunstschool waar kunst en design worden gecombineerd tijdens de opleiding. Na haar afstuderen in 1997 werkte ze in Enschede, en vanaf 1999 woont en werkt ze in Rotterdam. Ze werd genomineerd voor diverse kunstprijzen, waaronder de Prix de Rome in 2007 en Dolf Henkes prijs in 2009. In 2014 won zij de 1ste prijs bij de European Ceramic Context in Bornholm. In 2010 won ze de Sidney Meyer Fund Australian Ceramic Award in de categorie "international artist".
Anne Wenzel werkt hoofdzakelijk met keramiek. Ze maakt installaties die bestaan uit een aantal monumentale beelden die de hele ruimte in beslag nemen. Thema's als heldendom, heroïek en verval inspireren haar. Zelf zegt ze met haar sculpturen een strijd tussen schoonheid en verval uit te willen drukken. Daarom experimenteert ze met verschillende soorten glazuur, kleuren en andere bewerkingstechnieken van het keramiek, waardoor de werken gedeeltelijk glanzen en gedeeltelijk heel ruw lijken of juist lijken te smelten.
In 2014 had ze een solotentoonstelling in TENT Rotterdam. Deze tentoonstelling 'The Opaque Palace', bestond uit grote ruimtevullende installaties van verschillende beelden, allemaal gemaakt van keramiek. De beelden, zoals een bos met dennenbomen, gevallen kroonluchters en verwelkte bloemstukken, representeren de schoonheid van vergane glorie.
In 2019 werd Anne Wenzel uitgedaagd door Deirdre Carasso, destijds directeur van het Stedelijk Museum Schiedam om tegen haar de boksring in te gaan. Wenzel keek altijd al graag naar bokswedstrijden, maar had toen nog nooit zelf gebokst. Zij accepteerde de uitdaging onder de voorwaarde dat zij Carte Blanche op een verdieping in het Stedelijk Museum Schiedam zou krijgen mits zij zou winnen. Naar maandenlang intensieve training bij Boksvereniging de Haan in Schiedam gingen zij op zaterdag 14 september 2019 tijdens de eerste Bokvereniging Wim de Haan Memorial de ring in. Na drie rondes won Wenzel van Carasso. 

## Enkele werken
- 2003 z.t. (zwart meisje), collectie Museum Boijmans Van Beuningen in Rotterdam.[5]
- 2009 Beeld voor Carnisellande of Vrouwe Carnisellande i.o. gemeente Barendrecht.[6]
- 2009 Blondie, beeld voor de gemeente Herten i.s.m. Stichting Kunst Openbare Ruimte.
- 2010 Requiem of Heroism, een kamervullende installatie van keramiek en staal in opdracht van Boijmans Van Beuningen.[3]
- 2016 Re-defining balance - as a matter of fact, fontein voor de Rechtbank Zwolle i.o. van Rijksvastgoedbedrijf.
- 2018 Monument voor D'Artagnan, Waldeckpark i.o. van gemeente Maastricht.
- 2018 Beeld voor de Vishoek, A-kwartier, Groningen.
- 2020 Monument voor Vrijheid, Anne Frankplein, 's-Hertogenbosch.
- 2020 Drie ijsvogels, Havenkom, Almelo.
- 2023 Razziamonument, Rotterdam.[7]

## Werk in openbare collecties
- Stedelijk Museum in Den Bosch
- Stedelijk Museum Schiedam[6]
- Museum Boijmans Van Beuningen Rotterdam[5]
- Rijksmuseum Twenthe in Enschede
- Museum Het Valkhof, Nijmegen
- Design Museum, Den Bosch
- Princessehof in Leeuwarden
- Stedelijk Museum voor Actuele Kunst in Gent[6]
- Fonds régional d'art contemporain d'Auvergne in Clermont-Ferrand
- Hetjens-Museum in Düsseldorf
- Vehbi Koç Foundation in Istanboel

## Galerij

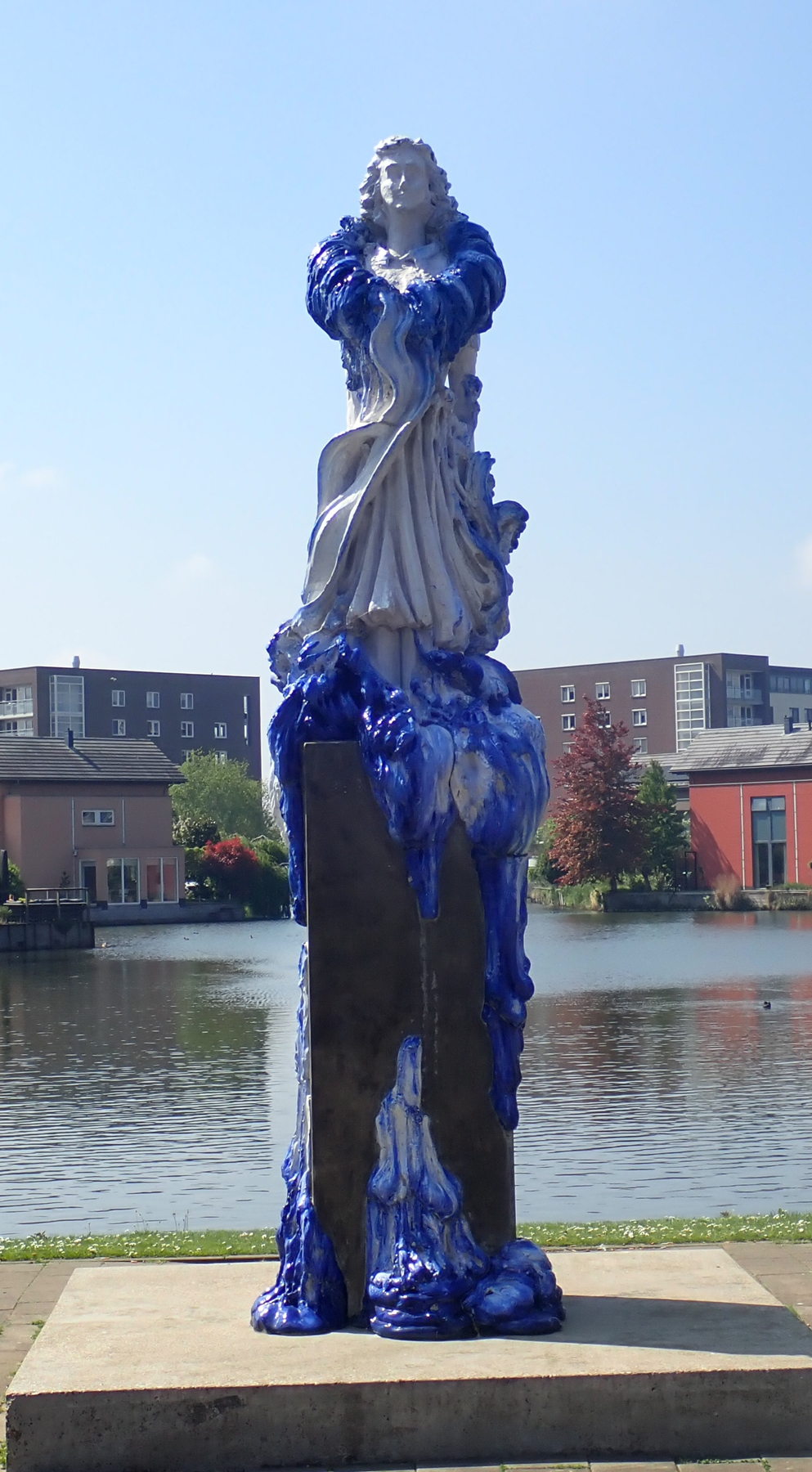
Vrouwe Carnisellande (2009), Barendrecht
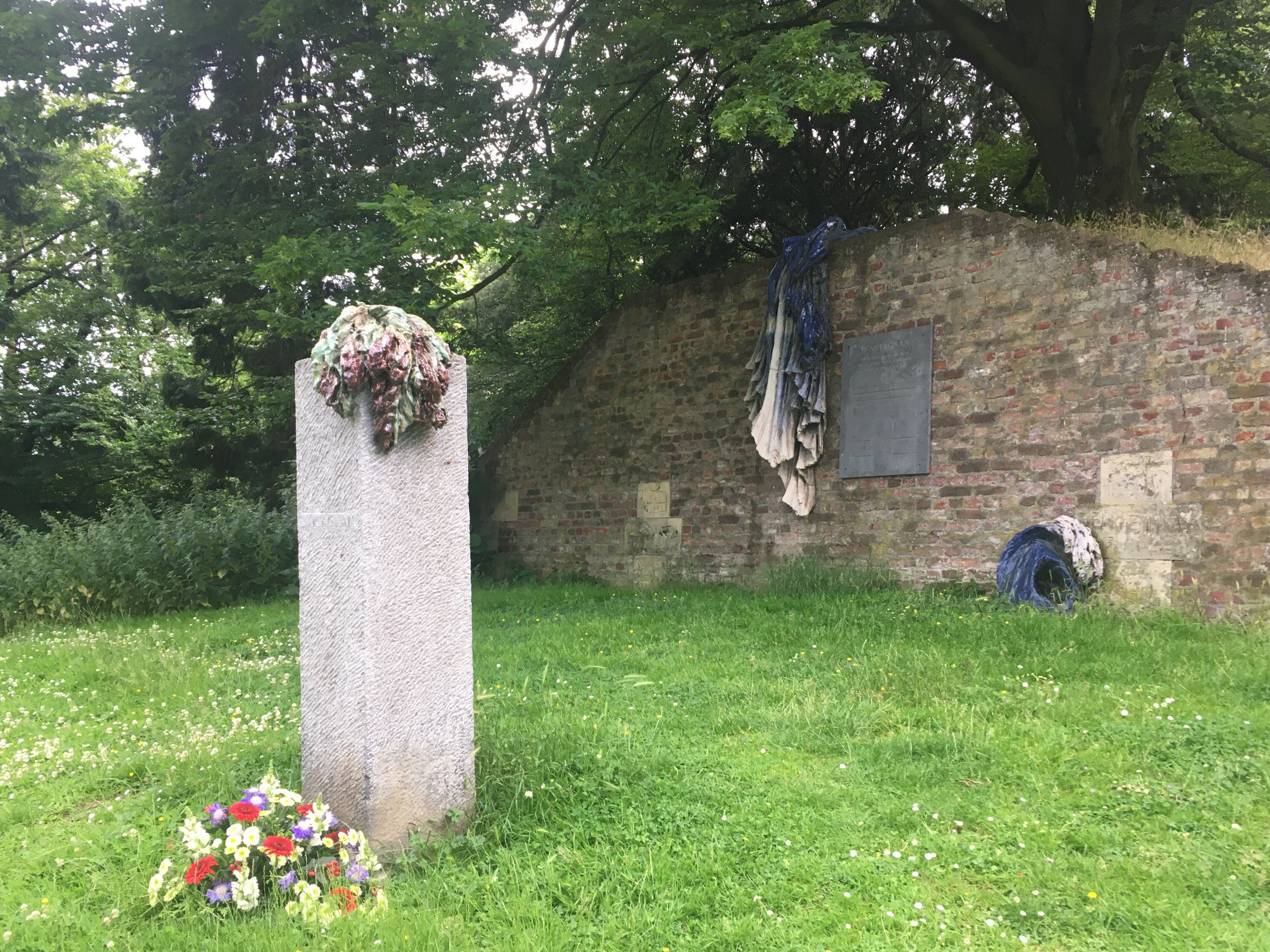
Monument voor D'Artagnan (2018), Maastricht
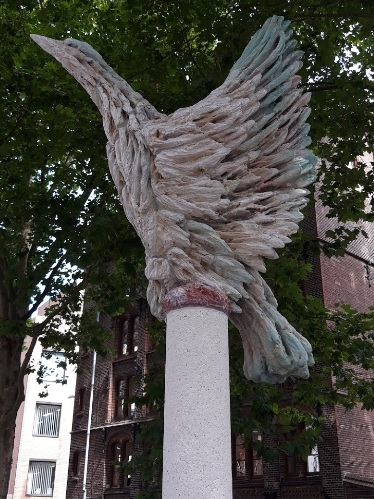
Monument voor Vrijheid (2020), 's-Hertogenbosch